# Rio Fehéres
O Rio Fehéres é um rio da Romênia, afluente do Târnava Mare, localizado no distrito de Harghita.